# Escriptura de guions
L'escriptura de guions o guionatge (anglès: screenwriting o scriptwriting) és l'art i habilitat d'escriure guions pels mitjans de comunicació en massa, com llargmetratges, videojocs o produccions televisives. És sovint una professió autònoma.
Els guionistes (anglès: screenwriters) són els responsables d'investigar la història, desenvolupar la narrativa, escriure el guió, i enviar-lo, en el format requerit, als executius de desenvolupament. Per això tenen una grossa influència sobre la direcció creativa del guió i, probablement, de la pel·lícula en conjunt. N'hi ha de creatius independents que desenvolupen guions en esperar de trobar un productor. D'altres són contractats per crear un guió segons un concepte o a partir d'una obra literària ja existent. De vegades hi ha un équip de guionistes que es comparteixen les diferents tasques.

## Tipus

### Guions especulatius
Els guions especulatius són guions de llargmetratges o de sèries de televisió escrits damunt especulació de venda, sense la comissió d'un estudi cinematogràfic, productora, o xarxa de televisió. El contingut és normalment inventat només pel guionista, encara que els guions especulatius també poden ser basats en altres productes anteriors, o esdeveniments i persones reals. La gran majoria dels guions escrits cada any són d'aquest tipus, però només un percentatge petit arriba a la pantalla gran. Un guió especulatiu pot ser una obra original o una adaptació.
En l'escriptura televisiva, un guió especulatiu és una mostra escrita per demostrar el coneixement de l'escriptor d'un espectacle i la seva habilitat d'imitar el seu estil i convencions. És entregat als productors de l'espectacle en esperances de ser contractat per escriure episodis futurs d'aquest.

### Guió encarregat
Un guió encarregat és escrit per un escriptor contractat. El concepte és desenvolupat normalment molt abans que hi aparegui el guionista, i sovint hi ha múltiples escriptors treballant en un mateix guió abans que se li doni llum verda.

### Escriptura de llargmetratge assignada
Els guions de llargmetratges assignats són guions creats sota contracte amb un estudi, empresa de producció o productor. Aquests són les feines més buscades normalment pel guionista que pot aconseguir tant un treball exclusiu com un treball «obert». Són generalment adaptacions d'una idea existent o una propietat que posseeix l'empresa que contracta, però també poden ser feines originals basades en un concepte creat per l'escriptor o productor.

### Reescriptura i alteració del guió
La majoria de les pel·lícules són reescrites durant el procés de desenvolupament. Sovint, no són reescrites per l'escriptor original del guió. Molts guionistes establerts, així com escriptors nous amb treballs prometedors però que no tenen comerciabilitat,
 viuen de la reescriptura de guions.
Quan la premissa central o els personatges d'un guió són bons però la resta del guió és inutilitzable, un escriptor diferent o un equip d'escriptors és contractat per fer un esborrany enterament nou, sovint anomenat «reescriptura de la primera pàgina». Quan només  queden problemes petits, com un diàleg dolent o humor pobre, un es contracta un escriptor per fer un «poliment» o punch-up.
Depenent de la mida de les contribucions del nou escriptor, se li pot donar crèdits o no. Per exemple, en la indústria de pel·lícules americana, el crèdit a rewriters és donat només si el 50% o més del guió es canvia substancialment. Aquests estàndards poden fer difícil d'establir la identitat i nombre de guionistes que han contribuït a la creació d'una pel·lícula .
Els escriptors establerts que se'ls demana que reescriguin porcions d'un guió quan el procés de desenvolupament ja és avançat, se'ls anomena generalment doctors de guió. Alguns doctors de guió destacats són Christopher Keane, Steve Zaillian, William Goldman, Robert Towne, Mort Nathan, Quentin Tarantino i Peter Russell. Molts guionistes prometedors treballen com a escriptors negres.

### Escriptura televisiva
Un escriptor televisiu autònom típicament utilitza guions especulatius o la seva reputació i crèdits anteriors per obtenir un contracte per escriure un o més episodis per a un programa de televisió existent. Quan es lliura un episodi, se'n pot requerir la seva reescriptura i poliment.
Un escriptor que treballa per un programa de televisió generalment treballa des de casa, escrivint i reescrivint episodis. Aquest tipus d'escriptors —sovint coneguts com editors o productor— treballen tant en grup com individualment en els guions dels episodis per mantenir el to de l'espectacle, l'estil, caràcters i trames.
Els creadors de programes televisius escriuen el pilot televisiu de les noves sèries de televisió. Són responsables de crear i dirigir tots els aspectes dels personatges d'un programa, l'estil, i les trames. Sovint, un creador queda com a responsable de les decisions creatives del dia-a-dia del programa durant l'emissió de la sèrie com a show runner, escriptor principal (anglès: head writer) o escriptor d'història (anglès: story editor).

### Escriptura per a sèries diàries
El procés d'escriure per telenovel·les és diferent d'aquell utilitzat per espectacles d'hora punta, en part per la necessitat de produir episodis nous cinc dies a la setmana durant diversos mesos. En un exemple citat per Jane Espenson, l'escriptura de guions és una «classe de sistema de tres nivells»:
Uns pocs escriptors superiors creen els arcs de la història global. Els escriptors del nivell mitjà treballen amb ells per convertir aquells arcs en coses que s'assemblen més a esbossos d'un episodi tradicional, i una varietat d'escriptors per sota d'això (que ni tan sols han de ser a Los Angeles), agafen aquells esbossos i de pressa generen el diàleg mentre afegeixen coses servilment als esbossos.
Espenson senyala que eliminar el segon nivell ha estat una tendència recent, confiant en els escriptors sèniors per fer els esbossos i donant els altres escriptors una mica més de llibertat. Malgrat tot, quan els guions s'envien als escriptors del primer nivell, aquests fan una ronda final de reescriptura. Espenson també senyala que un programa que s'emet diàriament, amb personatges que tenen dècades d'història darrere de les seves veus, necessita un personal d'escriptura sense la veu distintiva que de vegades pot ser present en sèries d'hora punta.

### Escriptura per a concursos de televisió
Els concursos de televisió presenten concursants en directe, però encara utilitzen un equip d'escriptors com a part d'un format específic. Això pot incloure des de les preguntes del concurs a fins i tot frases o diàlegs específics per part del presentador. Els escriptors poden no escriure el diàleg utilitzat pel concursants, però treballen amb els productors per crear les accions, escenaris i la seqüència d'esdeveniments que donen suport al concepte de l'espectacle.

### Escriptura de videojocs
Amb el desenvolupament continuat i la complexitat augmentada dels videojocs, hi ha moltes oportunitats per emprar guionistes en el camp del disseny de videojocs. Els escriptors de videojocs treballen en col·laboració molt propera amb els altres dissenyadors del joc per crear els caràcters, escenaris, i diàlegs.

## Teories per a escriure un guió
Fonamentalment, l'escriptura d'un guó és un aspecte únic de la literatura. És semblant a una partitura musical, s'ha d'interpretar sobre la base dels resultats d'altres artistes, en lloc de servir com un producte acabat perquè l'audiència gaudeixi. Per això, s'ha d'utilitzar un llenguatge tècnic, rígid i alternatiu, quan s'han de descriure acotacions d'escena. Però a diferència de les novel·les i les històries curtes, un guionista posa el focus a les qüestions visuals de la història i menys a les qüestions psicològiques dels personatges. El principal objectiu d'un guionista és evocar els pensaments dels personatges a través del simbolisme, l'acció i les emocions a través del text.
Diverses teories principals d'escriptura de guions ajuden els escriptors a acostar-se al guió de la sistematització de l'estructura, els objectius i les tècniques d'escriptura d'un guió. Els tipus més comuns de les teories són estructurals. El guionista William Goldman és àmpliament citat dient: «Els guions són d'estructura».

### Estructura en tres actes
Els tres actes són: la configuració (de la ubicació i els personatges), la confrontació (amb un obstacle), i la resolució (que culmina en un clímax i un desenllaç). En general, en una pel·lícula de dues hores, tant el primer com el tercer acte solen durar al voltant de 30 minuts, amb l'acte mitjà que dura aproximadament una hora, però avui dia moltes pel·lícules comencen des del punt de confrontació i després passen a l'acte configuració o poden fins i tot començar per l'últim acte i després anar de nou al començament.
A La Dramaturgie, l'escriptor i director francès Yves Lavandier mostra un enfocament lleugerament diferent. Tal com fan la majoria dels teòrics, sosté que tota acció humana, sigui fictícia o real, conté tres parts lògiques: abans de l'acció, durant l'acció, i després de l'acció. Però com que el punt culminant és part de l'acció, Yves Lavandier sosté que el segon acte ha d'incloure el clímax, que fa el tercer acte molt més curt que el que normalment es troba en la majoria de les teories d'escriptura de guions.
A més de l'estructura de tres actes, també és comú l'ús d'una estructura de quatre o cinc actes en un guió, encara que certs guions poden incloure fins a vint actes separats.

### El viatge de l'heroi
El viatge de l'heroi, també conegut com el monomite, és una idea formulada pel mitòleg Joseph Campbell. El concepte central del monomite és que es pot veure un patró a les històries i els mites a través de la història. Campbell va definir i va explicar aquest patró al seu llibre The Hero with a Thousand Faces (1949).
La visió de Campbell va ser que els mites més importants de tot el món que han sobreviscut durant milers d'anys comparteixen una estructura fonamental. Aquesta estructura fonamental conté un nombre d'etapes, que inclouen:
- La crida a l'aventura, que l'heroi haurà d'acceptar o rebutjar.
- Un camí de proves, en les quals l'heroi tindrà èxit o no.
- L'assoliment de l'objectiu (o «benedicció»), que sovint resulta en un autoconeixement significatiu.
- Un retorn al món normal, on de nou l'heroi pot tenir èxit o fracassar.
- Aplicació de la benedicció, en la qual l'heroi pot utilitzar tot allò que ha guanyat per millorar el món.

Més tard, el guionista Christopher Vogler va refinar i ampliar la idea del viatge de l'heroi per a la forma del guió en el seu llibre, The Writer's Journey: Mythic Structure for Writers (1993).

### El paradigma de Syd Field
Al seu llibre Screenplay: the foundations of screenwriting, Syd Field va postular una nova teoria que ell anomena el paradigma. Field es va adonar que, en un guió de 120 pàgines, el segon acte era molt més llarg que els actes un i tres. També es va adonar que un esdeveniment dramàtic important en general es produeix a la meitat del guió, cosa que implicava per a ell que el segon acte en realitat és com dos actes junts. Per a Field, la divisió d'actes és: 1, 2a, 2b, 3, així que a la divisió que feia Aristòtil de tres actes li n'hauríem de sumar un més.
Field també va introduir la idea de «punts de la trama» a la teoria de l'escriptura del guió. Aquests punts són una funció estructural que passen a quasi totes les pel·lícules que tenen èxit, es podrien comparar amb les melodies de les cançons més famoses. A mesura que ha escrit llibres, Field ha anat ampliant la llista de punts de la trama en la qual també hi han contribuït estudiants seus. A la llista podem trobar: 
- Imatge inicial: la primera imatge en el guió ha de ser un resum de la pel·lícula sencera, sobretot amb el to que tindrà el film. Normalment, els escriptors han de refer aquesta part abans de lliurar el guió final.
- Exposició: dona la informació fonamental de la trama a la audiència (les històries dels personatges, el tema, etc.).
- Incident desencadenant: també es pot anomenar catalitzador. És el punt en què el protagonista troba el problema que canviarà la seva vida tal com la coneix. Un exemple comú és quan el noi coneix la noia o li assignen un cas a un detectiu.
- Punt argumental (Plot point) 1: L’última escena de l’acte 1, punt argumental 1 és un desenvolupament sorprenent que canvia radicalment la vida del protagonista i els obliga a enfrontar-se a l’adversari. A Star Wars, és quan la família de Luke és assassinada per l’Imperi. No té cap casa on tornar, així que s'uneix als rebels per oposar-se a Darth Vader.
- Pinch 1: Una escena de recordatori a aproximadament 3/8 del camí del guió (a la meitat de l'acte 2a) que presenta el conflicte central del drama, que ens recorda el conflicte general. Per exemple, a Star Wars, Pinch 1 són els Stormtroopers que ataquen el Falcó Mil·lenari a Mos Eisley, per recordar-nos que l’Imperi està cercant els planols robats de l'Estrella de la mort que porta R2-D2 i que Luke i Obi-Wan Kenobi intenten fer arribar al l'Aliança Rebel (el principal conflicte).
- Midpoint: és una escena a la meitat del guió que mostra o bé que la sort del protagonista canvia o bé una revelació important que canvia el camí de la història. Field suggereix que conduir la història cap al midpoint impedeix que el segon acte caigui.
- Pinch 2: Una altra escena de recordatori sobre els 5/8 del guió (a la meitat de l'acte 2b) que d'alguna manera està relacionada amb Pinch 1 per recordar al públic el conflicte central. A Star Wars, Pinch 2 són els Stormtroopers que els ataquen mentre rescaten la princesa de l'Estrella de la mort. Ambdues escenes ens recorden l'oposició de l'Imperi i l'ús del motiu d'atac Stormtrooper unifica tots dos pessics.
- Punt argumental (Plot point) 2: un canvi dramàtic que marca el final del segon acte i el principi del tercer. Mostra una confrontació i una resolució. Alguns cops aquest punt argumental tracta el moment en què l'heroi decideix que el seu oponent ha anat massa lluny i l'ha d'aturar, uns altres cops mostra les hores baixes de l'heroi i ell s'adona que ha de superar les adversitats a l'acte tercer.
- Confrontació: a la meitat del tercer acte, el protagonista s'enfronta al problema principal de la història. Pot o bé guanyar o bé perdre.
- Resolució: el problema s'ha resolt.
- Apèndix: pot haver-hi un epíleg on es lliguen els caps que han quedat sense solució al llarg del guió.

### L'apropament a la seqüència
L'apropament a la seqüència en el guió (també conegut com l'estructura de les vuit seqüències) és un sistema desenvolupat per Frank Daniel, quan era el cap del Graduate Screenwriting Program de la USC. Es basa en part en el fet que, als primers moments del cinema, els aspectes tècnics feien que els guionistes haguessin de dividir les seves històries en seqüències amb la mateixa durada (aproximadament 10 minuts).
L'apropament a la seqüència imita l'estil antic. La història es parteix en vuit seqüències de 10-15 minuts. Les seqüències serveixen de mini pel·lícules, ja que cadascuna té els tres actes comprimits. Les primeres dues seqüències juntes formen el primer acte. Les quatre següents fan el segon acte i les dues que queden fan de tercer acte. La resolució de cada seqüència forma la situació per començar la següent.

## Diàleg i descripció

### Les imatges
Les imatges es poden utilitzar amb un objectiu metafòric. Una imatge que se sol utilitzar és la de la fal·làcia patètica: la pluja s'utilitza per expressar l'estat de tristesa del personatge, mentre que el sol és la imatge de la felicitat i la calma.

### El diàleg
El diàleg pot arribar a ser de gran importància en la indústria cinematogràfica, ja que no hi ha paraules escrites per explicar la psicologia dels personatges ni la trama. Tot s'ha d’explicar a través dels diàlegs dels personatges i les imatges. A Bollywood se solen contractar guionistes diferents a més dels guionistes.

### Trama
Mentre que la història és allò que s'explicarà (la narrativa de la pel·lícula), la trama es refereix a com s'explicarà aquesta història (la narració de la historia). Aquest vocabulari no dona lloc a discussions, ja que quan parlem de narrativa, narrativa i narració se solen utilitzar de la mateixa manera.

## L'ensenyament de l'escriptura de guions
Moltes universitats dels Estats Units ofereixen una educació especialitzada, a més de molts cursos i programes de d'escriptura de guió. Entre aquestes podem trobar la USC, la DePaul University, l'American Film Institute, la Loyola Marymount University, la Chapman University, la NYU, UCLA, Boston University i la University of Arts. A Europa, el Regne Unit té un rang extens sobre màsters i llicenciatures en cursos d'ecriptura de guió. Entre els centres més reconeguts es troben: la London College of Communication, la Bournemouth University, l'Edinburgh University i la Goldsmiths College.
També hi ha la possibilitat d'aprendre més sobre aquests mons amb recursos en línia gratuïts tals com: l'ScreenCraft, la Keanewords, la NoFilmSchool, The Black List i d'altres.

## Història
Es creu que el primer guió va ser el de la pel·lícula Un Viatge a la Lluna de George Melies. La pel·lícula és muda, però conté acció i descripcions específiques que s'assemblen a un guió modern. A mesura que les pel·lícules esdevenien més llargues i més complexes, feia més menester un guió. Un cop la primera pel·lícula muda es va estrenar el 1927, el guionista va esdevenir una posició molt important dins de Hollywood. El «sistema d'estudi» dels anys 1930 no va fer més que ressaltar aquesta importància, ja que els caps d'estudi volien productivitat. Al voltant del 1970, es va crear el «guió especulatiu», i va canviar la indústria dels escriptors per sempre. Ara, escriure guions per programes de televisió és considerat tan difícil com escriure per llargmetratges.

## Screenwriting retratat en pel·lícules
El guionista ha estat el protagonista de nombroses pel·lícules:
- Crashing Hollywood (1931) — Un guionista col·labora en una pel·lícula de gàngsters amb un gàngster real. Quan la pel·lícula s'estrena, a la màfia no li agrada com de real és la pel·lícula.[18]
- Sunset Bulevard (1950) — L'actor William Holden retrata un guionista forçat a col·laborar en un guió amb una desesperada estrella de cinema mut, representada per Gloria Swanson.
- In a Lonely Place (1950) — Humphrey Bogart és un guionista que és acusat d'assassinat.
- Paris, When it Sizzles (1964)—William Holden és un guionista alcohòlic que ha malgastat mesos de festa i només té dos dies per acabar el seu guió. Contracta Audrey Hepburn per ajudar-lo.
- Barton Fink (1991) — John Turturro és un dramaturg de Nova York que va a Hollywood amb esperances altes i una gran ambició. Allà, coneix un dels seus ídols d'escriptura, un novel·lista cèlebre del passat que ha esdevingut un guionista alcohòlic (un personatge basat en William Faulkner).
- Mistress (1992) — En aquesta comèdia escrita per Barry Primus i J. F. Lawton, Robert Wuhl és un guionista/director que té integritat, visió, i un guió seriós però cap carrera. Martin Landau és un productor sòrdid que presenta Wuhl a Robert De Niro, Danny Aiello i Eli Wallach, tres xicots disposats a invertir en la pel·lícula, però amb una condició: cadascú vol que la seva amant sigui l'estrella.
- El joc de Hollywood (1992) — En aquesta sàtira del sistema de Hollywood, Tim Robbins és un productor de pel·lícules que pensa que l'escriptor d'un guió que va refusar li fa xantatge.
- Adaptació. (2002) — Nicolas Gàbia retrata el guionista real Charlie Kaufman (així com el seu germà fictici, Donald) mentre Kaufman té problemes per adaptar un llibre esotèric (un llibre real de Susan Orlean El Lladre d'Orquídia) en un guió de Hollywood ple d'acció.[19]
- Dreams on Spec (2007) — L'únic documental que segueix guionistes aspirants mentre lluiten per passar els seus guions a pel·lícules, la pel·lícula també presenta la saviesa d'escriptors establerts com James L. Brooks, Nora Ephron, Carrie Fisher, i Gary Ross.[20]
- Seven Psychopaths (2012) — En aquesta sàtira, escrita i dirigida per Martin McDonagh, Colin Farrell és un guionista que lluita per acabar el seu guió Set Psicòpates, però troba la inspiració quan el seu millor amic roba un gos de raça Shih Tzu d'un gàngster.